# ادعا (فیلم ۲۰۰۰)
ادعا (انگلیسی: The Claim) یک فیلم در ژانر رمانتیک، درام و وسترن به کارگردانی مایکل وینترباتم است که در سال ۲۰۰۰ منتشر شد.

## بازیگران
- پیتر مولان
- میلا یوویچ
- وس بنتلی
- ناستاسیا کینسکی
- سارا پلی
- جولیان ریچینگز
- شرلی هندرسون
- تام مک‌کاموس